# Music City Star
Il Music City Star è il servizio ferroviario suburbano a servizio dell'area metropolitana di Nashville, nello Stato del Tennessee. Si compone di una sola linea che, utilizzando i binari della Nashville and Eastern Railroad, collega le stazioni di Nashville Riverfront e Lebanon sviluppandosi per 51 km con un totale di 6 stazioni.
La linea venne attivata il 18 settembre 2006, dopo una serie di lavori dal costo stimato di 41 milioni di dollari. Nel 2015, ha trasportato in totale 273 700 passeggeri, con un aumento del 6,6% rispetto al 2014.

## Il servizio
Il servizio della linea è attivo solo dal lunedì fino al venerdì e si compone di 6 corse giornaliere per direzione.